# Кайнаш
Кайна́ш (крим. Qaynaş, з 1945 по 2023 рік — Краснофло́тське) — село Феодосійського району Автономної Республіки Крим.
У 2015 році село було внесено до переліку поселень, що потребували перейменування відповідно до вимог закону «Про засудження комуністичного та націонал-соціалістичного (нацистського) тоталітарних режимів в Україні та заборону пропаганди їхньої символіки».
12 травня 2016 року постановою Верховної Ради України № 1352-VIII йому було повернуто назву Кайнаш. Постанова набрала чинности у 2023 році.

## Населення

### Мова
Розподіл населення за рідною мовою за даними перепису 2001 року:
| Мова                | Відсоток |
| ------------------- | -------- |
| російська           | 60,66 %  |
| українська          | 16,68 %  |
| кримськотатарська   | 10,7 %   |
| білоруська          | 1,26 %   |
| румунська           | 0,51 %   |
| інші/не визначилися | 10,19 %  |